# Моторино
Мото́рино (рос. Моторино) — село у складі Сєверного району Оренбурзької області, Росія.

## Населення
Населення — 73 особи (2010; 127 у 2002).
Національний склад (станом на 2002 рік):
- росіяни — 94 %